# Georges-Alphonse Monette
Pour les articles homonymes, voir Monette.
Georges-Alphonse Monette (13 mars 1870 - 16 juillet 1941) est un architecte québécois.

## Biographie
Natif de Montréal, il étudie avec Alexander Francis Dunlop, puis se joint dans une firme aux architectes Albert Mesnard et Maurice Perrault après avoir vécu à Boston. Redevenu indépendant, il forme son propre cabinet et devient l'un des premiers architectes francophones du Québec. Il enseigne pendant quelques années au sein du Conseil des arts et manufactures de la province de Québec, l'architecture et la construction.
Il réalise en carrière de nombreuses églises (essentiellement dans la région de Montréal) et devient le président de l'association des architectes de la province. Il termine sa carrière dans les années 1920.
Il meurt à Montréal en 1941.

## Réalisations
- Église de Sainte-Julie, 1899
- Église Saint-Léon de Westmount, 1901
- Monastère du Précieux-Sang de Notre-Dame-de-Grâces, 1902
- Église Saint-Gérard-de-Magella, 1907
- Église Saint-Pascal-Baylon de Côte-des-Neiges, 1916
- Résidence M.E.J. Chapleau Ave Maple-Wood Outremont, 1913
- Chapelle conventuelle Saint-François-Xavier Laval, 1928
- Plusieurs couvents et immeubles résidentiels